# Tricentrus puerarianus
Tricentrus puerarianus är en insektsart som beskrevs av Kato 1937. Tricentrus puerarianus ingår i släktet Tricentrus och familjen hornstritar. Inga underarter finns listade i Catalogue of Life.